# Lijst van rivieren in Idaho
Dit is een incomplete lijst van rivieren in Idaho.
- Bear River
- Blackfoot River
- Boise River
- Bruneau River
- Coeur d'Alene River
- Clark Fork River
- Clearwater River
- Henrys Fork River
- Jarbidge
- Kootenai River
- Lost River/East fork (Idaho)
- Lost River/North fork (Idaho)
- Lost River/Big (Idaho)
- Little Weiser River
- Lochsa River
- North Fork Owyhee River
- Owyhee River
- Palouse River
- Payette River
- Portneuf River
- Potlatch River
- Priest River
- Raft River
- Sailor River
- St. Joe River
- Salmon River
- Selway River
- South Fork Snake River
- Snake River
- South Fork Owyhee River
- Teton River (Idaho)
- Warm River
- Weiser River
- Wood River/Big
- Wood River/Little

Alabama · Alaska · Arizona · Arkansas ·  Californië · Colorado · Connecticut · Delaware · Florida · Georgia · Hawaï · Idaho ·  Illinois · Indiana · Iowa · Kansas · Kentucky · Louisiana · Maine · Maryland · Massachusetts · Michigan · Minnesota · Mississippi · Missouri · Montana · Nebraska · Nevada · New Hampshire · New Jersey · New Mexico · New York ·  North Carolina · North Dakota · Ohio · Oklahoma · Oregon · Pennsylvania · Rhode Island · South Carolina · South Dakota · Tennessee · Texas · Utah · Vermont · Virginia · Washington (staat) · Washington D.C. · West Virginia · Wisconsin · Wyoming